# José Luis Merino
José Luis Merino (Madrid, 10 giugno 1927 – Madrid, 2 luglio 2019) è stato un regista e sceneggiatore spagnolo.
Ha diretto oltre 30 film, tra i quali alcuni aventi come protagonista il noto personaggio Zorro, firmando quasi sempre anche la sceneggiatura.

## Filmografia

### Regista
- Aquellos tiempos del cuplé (1958)
- El vagabundo y la estrella (1960)
- Alféreces provisionales (1964)
- Per un pugno di canzoni (1966)
- Kitosch, l'uomo che veniva dal nord (Frontera al sur) (1967)
- Requiem per un gringo (Réquiem para el gringo) (1968)
- Colpo sensazionale al servizio del Sifar (1968)
- La battaglia dell'ultimo panzer (1969)
- 7 eroiche carogne (Comando al infierno) (1969)
- Zorro il dominatore (La última aventura del Zorro) (1969)
- Os cinco Avisos de Satanás (1970)
- La furia dei Khyber (1970)
- Robin Hood, l'invincibile arciere (1970)
- Ancora dollari per i MacGregor (1970)
- Il castello dalle porte di fuoco (1970)
- Commando di spie (Consigna: mata al comandante en jefe) (1970)
- Zorro, il cavaliere della vendetta (1971)
- Zorro, la maschera della vendetta (El Zorro de Monterrey) (1971)
- I corsari dell'isola degli squali (La rebelión de los bucaneros) (1972)
- L'orgia dei morti (La orgía de los muertos) (1973)
- Giochi di società (Juegos de sociedad) (1974)
- Tarzán en las minas del rey Salomón (1974)
- Juan Ciudad: ese desconocido, cortometraggio documentaristico (1974)
- Sábado, chica, motel ¡qué lío aquel! (1976)
- Marcada por los hombres (1977)
- 7 cabalgan hacia la muerte (1979)
- Dejadme vivir, cortometraggio (1982)
- USA, violación y venganza (1983)
- La avispita Ruinasa (1983)
- Gritos de ansiedad (1984)
- Superagentes en Mallorca (1990)

### Sceneggiatore
- L'urlo dei giganti (Hora cero: Operación Rommel), regia di León Klimovsky (1969)